# Gilbert Gabor
Gilbert Paul Gabor, född 11 september 1995 i Stockholm, Sverige, är en svensk-slovakisk professionell ishockeyspelare som spelar för Brödernas/Väsby IK HK i Hockeyettan.

## Karriär

### Tidig karriär
Gabor växte upp med spel i Stockholms-klubben SDE tillsammans med spelare som William Nylander och Dmytro Timasjov. När Gabor började gymnasiet bytte han Stockholmsklubb till AIK, där han bland andra fick spela med Robin Kovács, Michael Lindqvist och Theodor Lennström. Tiden i AIK varade inte särskilt länge för Gabor; efter bara en säsong lämnade han klubben för spel i Nordamerika och det kanadensiska laget Owen Sound Attack. Gabor stannade i Kanada över två säsonger innan han inför säsongen 2014/2015 flyttade tillbaka hem till Sverige, men denna gång med spel för Malmö Redhawks. Gabor hann endast göra 19 matcher för Skåneklubben innan han flyttade tillbaka till Stockholm och spel med Wings. Säsongen slutade med spel i AIK, där han även blev lagkamrat med Jesper Bratt och Alexander Nylander.
Gabor åkte ännu en gång över till Nordamerika inför säsongen 2015/2016, men denna gång med spel för amerikanska Austin Bruins. I Austin fick han ta del i både det offensiva och defensiva arbetet; han fick även en ledande roll i klubben och fick förtroendet att vara assisterande kapten. Gabor gjorde 58 poäng varav 21 mål på 55 matcher, vilket gjorde honom till den bäste poängplockaren i hela laget och totalt 8:e plats i hela poängligan i NAHL denna säsong. Noterbart att Gabor bröt foten och missade stora delar av slutspelet denna säsong.

### Olimpija Ljubljana och Banska Bystrica
Efter säsongen med Austin Bruins lämnade han USA för Slovenien och spel med HDD Olimpija Ljubljana. Gabor hann göra 17 poäng på 54 matcher i Slovenien innan flyttlasset gick vidare, denna gång till Slovakien. Gabor skrev på för HC Banska Bystrica. Det slovakiska laget hade varit i final två år i rad och var på väg att gå till final även ett tredje år; detta lockade Gabor att skriva på för klubben. Gabor hann under sina tre år i Banska Bystrica vinna guld två gånger och noterades för 43 poäng på 148 matcher.

### Västerviks IK
Gabor skrev den 29 mars 2020 på ett ettårskontrakt med Västerviks IK i Hockeyallsvenskan. Han gjorde sin debut för Västervik den 9 september 2020 i en träningsmatch mot Tingsryds AIF som man sedan vann med 1–0. Gabor gjorde sin debut i Hockeyallsvenskan den 2 oktober 2020 när Västervik möte AIK på Hovet i Stockholm, Västervik vann matchen med 4–2.
Gabor hade endast fått spela 32 sekunder på de två inledande matcherna av Hockeyallsvenskan; han lånades då ut till Eskilstuna Linden i Hockeyettan under en vecka. Han återvände sedan till Västervik efter att spelat sex matcher och noterades för tre assist för klubben. 
Gabor gjorde sin första poäng för Västervik den 9 december 2020 i en match mot Almtuna IS hemma i Plivit Arena. Poängen kom när han assisterade fram Oskar Pettersson till Västerviks 2–1-mål i den andra perioden, Västervik vann sedan matchen efter att Oskar Drugge avgjorde i förlängning och fastställde därmed slutresultatet till 3-2. Gabor gjorde sitt första mål för Västervik den 30 januari 2021 i en 5–2-vinst mot Vita Hästen i Himmelstalundhallen. Målet kom i den 38:e matchminuten när Vita Hästen tappade pucken i egen zon, vilket Jacob Bjerselius och Gabor utnyttjade genom att runda Christian Engstrand och lyfte in 4–2-målet.

## Privatliv
Gilbert Gabor är äldre bror till ishockeyspelaren Kevin Gabor, som för närvarande spelar i HC Banska Bystrica i den Slovakiska högsta ligan, Extraligan.

## Statistik
| Uppdaterad: 2021-03-27   | Uppdaterad: 2021-03-27   | Uppdaterad: 2021-03-27   |         | Grundserie | Grundserie |       |         |     | Slutspel | Slutspel |  |  |  |
| Säsong                   | Lag                      | Liga                     | Matcher | Mål        | Assist     | Poäng | Matcher | Mål | Assist   | Poäng    |  |  |  |
| 2010–11                  | SDE HF U16               | U16 Div.1                | 52      | 43         | 38         | 81    | —       | —   | —        | —        |  |  |  |
|                          | SDE HF U16               | U16 SM                   | 7       | 3          | 4          | 7     | —       | —   | —        | —        |  |  |  |
|                          | SDE HF J18               | J18 Elit                 | 7       | 4          | 2          | 6     | —       | —   | —        | —        |  |  |  |
| 2011–12                  | AIK J18                  | J18 Elit                 | 21      | 19         | 10         | 29    | —       | —   | —        | —        |  |  |  |
|                          | AIK J18                  | J18 Allsvenskan          | 15      | 3          | 8          | 11    | —       | —   | —        | —        |  |  |  |
| 2012–13                  | Owen Sound Attack        | OHL                      | 51      | 5          | 6          | 11    | 10      | 1   | 0        | 1        |  |  |  |
| 2013–14                  | Owen Sound Attack        | OHL                      | 58      | 5          | 4          | 9     | 5       | 0   | 0        | 0        |  |  |  |
| 2014–15                  | Malmö Redhawks J20       | J20 SuperElit            | 19      | 2          | 2          | 4     | —       | —   | —        | —        |  |  |  |
|                          | Wings HC J20             | J20 Elit                 | 3       | 2          | 2          | 4     | —       | —   | —        | —        |  |  |  |
|                          | Wings HC Arlanada        | HockeyEttan              | 13      | 2          | 5          | 7     | —       | —   | —        | —        |  |  |  |
|                          | AIK J20                  | J20 SuperElit            | 9       | 3          | 3          | 6     | 2       | 2   | 0        | 2        |  |  |  |
| 2015–16                  | Austin Bruins            | NAHL                     | 55      | 21         | 37         | 58    | 4       | 2   | 4        | 6        |  |  |  |
| 2016–17                  | Olimpija Ljubljana       | EBEL                     | 54      | 9          | 8          | 17    | —       | —   | —        | —        |  |  |  |
|                          | Olimpija Ljubljana       | Slovenia                 | 0       | 0          | 0          | 0     | 6       | 3   | 4        | 7        |  |  |  |
| 2017–18                  | HC Banska Bystrica       | Slovakia                 | 45      | 10         | 8          | 18    | 16      | 0   | 0        | 0        |  |  |  |
| 2018–19                  | HC Banska Bystrica       | Slovakia                 | 49      | 5          | 5          | 10    | 7       | 0   | 0        | 0        |  |  |  |
| 2019–20                  | HC Banska Bystrica       | Slovakia                 | 54      | 6          | 9          | 15    | —       | —   | —        | —        |  |  |  |
| 2020–20                  | Västerviks IK            | HockeyAllsvenskan        | 48      | 2          | 9          | 1     | 3       | 0   | 4        | 4        |  |  |  |
|                          | Linden Hockey (Lån)      | HockeyEttan              | 6       | 0          | 3          | 3     | —       | —   | —        | —        |  |  |  |
| HockeyAllsvenskan totalt | HockeyAllsvenskan totalt | HockeyAllsvenskan totalt | 48      | 2          | 9          | 1     | 3       | 0   | 4        | 4        |  |  |  |
| Slovakia totalt          | Slovakia totalt          | Slovakia totalt          | 148     | 21         | 22         | 43    | 23      | 0   | 0        | 0        |  |  |  |
| HockeyEttan totalt       | HockeyEttan totalt       | HockeyEttan totalt       | 19      | 2          | 8          | 10    | —       | —   | —        | —        |  |  |  |
| Slovenia totalt          | Slovenia totalt          | Slovenia totalt          | —       | —          | —          | —     | 6       | 3   | 4        | 7        |  |  |  |
| OHL totalt               | OHL totalt               | OHL totalt               | 109     | 10         | 10         | 20    | 15      | 1   | 0        | 0        |  |  |  |
| J20 SuperElit totalt     | J20 SuperElit totalt     | J20 SuperElit totalt     | 28      | 5          | 5          | 10    | 2       | 2   | 0        | 2        |  |  |  |

### Internationellt
| År            | Lag           | Turnering        |   | Matcher | Mål | Assist | Poäng |
| ------------- | ------------- | ---------------- | - | ------- | --- | ------ | ----- |
| 2011–12       | Slovakia U17  | International-Jr | 5 | 0       | 3   | 3      |       |
| Junior totalt | Junior totalt | Junior totalt    | 3 | 0       | 0   | 0      |       |

## Meriter

### Klubblag
HC Banska Bystrica
- Extraliga Champion: 2017-18, 2018-19 (2)

Stockholm Nord
- TV-Pucken Guldmedalj: 2010-11

SDE Hockey
- U16 Guldmedalj: 2010-11

### Individuellt
- Hockeyettan (Allettan Norra) mest poäng av en J20-spelare: 2014-15 (3)